# Coucou (plante)
Pour les articles homonymes, voir Coucou.
Taxons concernés
- Famille :
  - Primulaceae
    - Espèces :
      - Primula veris (ou Primevère officinale)
- Famille :
  - Amaryllidaceae
    - Espèces :
      - Narcissus pseudonarcissus (ou Narcisse jaune)
- Famille : 
  - Orchidaceae
    - Genres : 
      - Orchis
      - Dactylorhiza
- Famille :
  - Caryophyllaceae
    - Espèces :
      - Silene flos-cuculimodifier

Certaines plantes, quoique de morphologies assez diverses et éloignées, prennent en français le nom vernaculaire de coucou ou fleur de coucou. Il s'agit en général de plantes prairiales ayant la particularité de fleurir au printemps, au moment de l'arrivée du coucou en Europe :
- coucou est le nom vernaculaire donné à la  Primevère officinale (Primula veris) ;
- coucou ou fleur de coucou désigne aussi le Narcisse jaune (Narcissus pseudonarcissus) ;
- plusieurs Orchidées prairiales (genre Orchis et Dactylorhiza) sont localement désignées sous l'appellation fleur de coucou ;
- le lychnis fleur de coucou (Silene flos-cuculi) est une plante herbacée vivace de la famille des Caryophyllaceae.

Le coucou est une fleur très odorante.